# دير دريب (الحديدة)
دير دريب هي إحدى قرى مديرية اللحية، التابعة لمحافظة الحديدة اليمنية، بلغ تعداد سكانها 1551 نسمة حسب الإحصاء الذي أجري عام 2004.